# تشارلز ميشيل
تشارلز ميشيل (بالفرنسية: Charles Michel)‏  (و. 1853 – 1920 م) هو دبلوماسي، من بلجيكا، ولد في فلسنكن، توفي عن عمر يناهز 67 عاماً.